# Pískorypkovití
Pískorypkovití (Andrenidae) jsou velká čeleď včel z řádu blanokřídlých. Její zástupci jsou rozšíření celosvětově s výjimkou Austrálie. Patří mezi samotářské včely, pouze některé druhy žijí sociálně. Hnízdí převážně v zemi. Patří mezi několik málo čeledí včel, které neobsahují žádné hnízdní parazity.
Většina druhů se vyskytuje v mírných nebo suchých oblastech (teplý mírný xerický pás). Zahrnuje některé obrovské rody, např. pískorypka (Andrena) s více než 1500 druhy a Perdita s více než 700 druhy. Jedna z podčeledí, Oxaeinae, je svým vzhledem natolik odlišná, že jim byl obvykle přiznáván status čeledi, ale pečlivá fylogenetická analýza ukazuje, že se jedná o větev v rámci čeledi Andrenidae, velmi blízkou podčeledi Andreninae. Co do výběru potravy jsou tyto včely převážně oligolektické, tedy úzce specializované na konkrétní taxony rostlin (zejména v podčeledi Panurginae nebo u pískorypek).

## Popis
Pískorypkovití zahrnují malé až středně velké druhy včel. Jsou to nohosběrné včely. Od ostatních čeledí včel je lze odlišit podle přítomnosti dvou subantenálních švů na tváři a kudrnky na zadních nohách. Mnoho skupin má také sametově ochlupené prohlubně nebo rýhy zvané "foveae" na hlavě v blízkosti horního okraje očí, což je znak, který se vyskytuje též u některých kutilkovitých a hedvábnicovitých.
U všech podčeledí s výjimkou Panurginae jsou pylosběrné chloupky přítomny již od boků; u podčeledi Panurginae jsou redukovány pouze na holenní kosti. Žihadlový aparát je často také dosti redukován, zejména u podčeledi Panurginae natolik, že fakticky nejsou schopny bodnout.

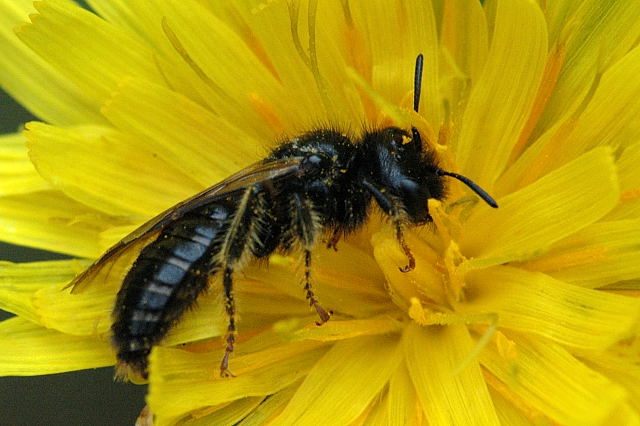
Pískohrabka Panurgus banksianus

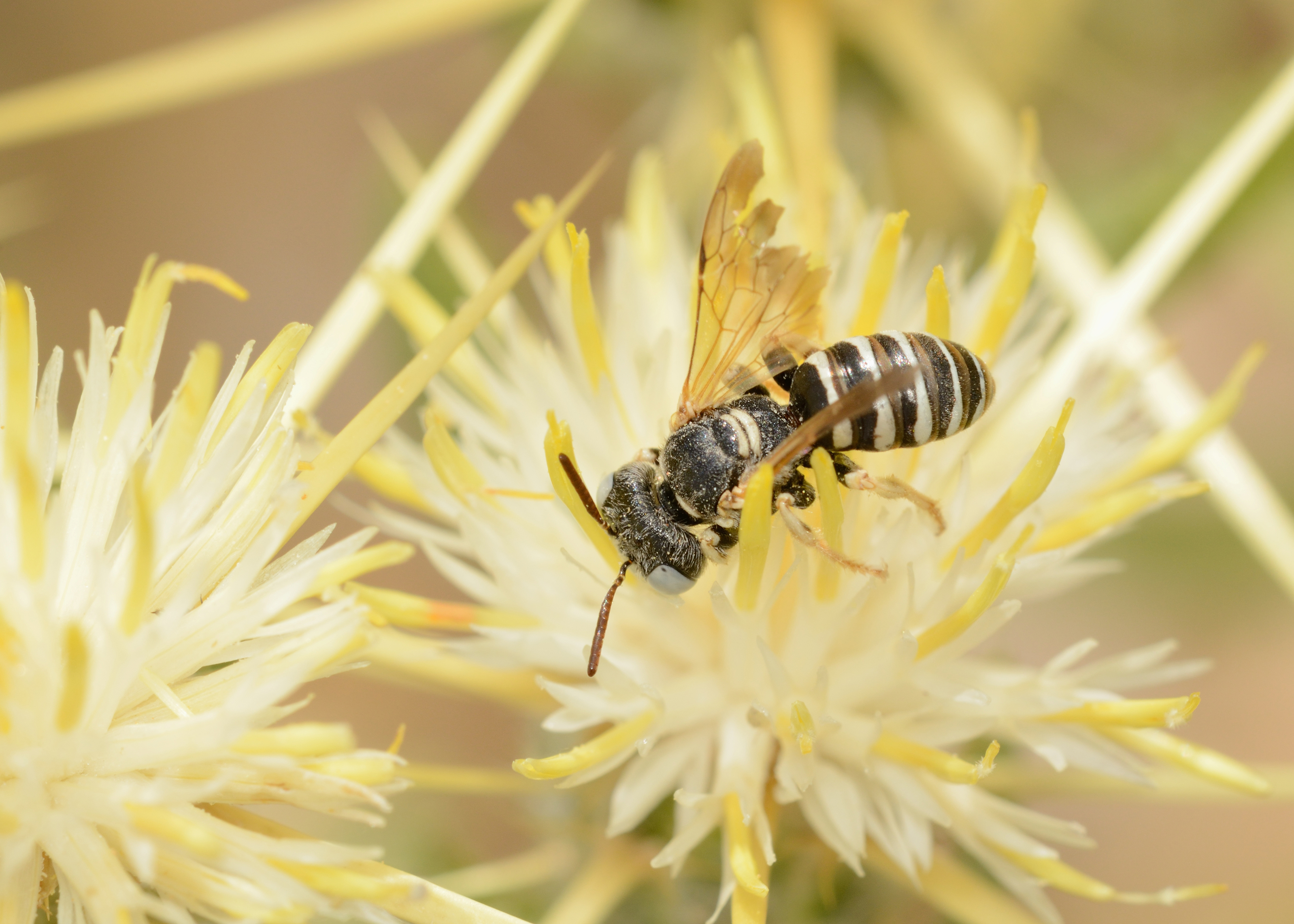
Sameček zlatoproužky

## Vnitřní členění a zástupci
Andrenidae se dělí na čtyři podčeledi. Podčeleď Alocandreninae, která pochází z Peru, zahrnuje pouze jeden druh Alocandrena porteri. Podčeleď Oxaeinae, která se vyskytuje v Americe od Argentiny po USA, je navzdory svému poměrně zvláštnímu vzhledu blízce příbuzná s podčeledí Andreninae. Do ní patří i největší rod celé čeledi, pískorypka (Andrena) s více než 1500 druhy, z nichž se ve střední Evropě vyskytuje více než 130. Ostatních pět rodů podčeledi Andreninae má jen asi 12 druhů. Podčeleď Panurginae je ve střední Evropě rozšířena a známa především prostřednictvím rodu pískohrabka (Panurgus). Zejména v jižnější části Evropy se vyskytují rody Camptopoeum, Panurginus, Melitturga a další. Nejvíce druhů z podčeledi Panurginae se vyskytuje v rodu Perdita, který je rozšířen v Americe a čítá přes 700 druhů. Vzácně se v české přírodě vyskytuje též zlatoproužka uherská (Camptopoeum frontale).